# Leioscyta humeralis
Leioscyta humeralis är en insektsart som beskrevs av Goding. Leioscyta humeralis ingår i släktet Leioscyta och familjen hornstritar. Inga underarter finns listade i Catalogue of Life.